# Agaricochaete mirabilis
Agaricochaete mirabilis är en svampart som beskrevs av Eichelb. 1906. Agaricochaete mirabilis ingår i släktet Agaricochaete och familjen musslingar.   Inga underarter finns listade i Catalogue of Life.